# Mylo Xyloto Tour
De Mylo Xyloto Tour was de vijfde concerttournee van de Britse rockband Coldplay. De band lanceerde de tournee ter ondersteuning van hun vijfde studioalbum Mylo Xyloto (2011). De tournee begon in het voorjaar van 2011 met een reeks concerten in Europa en enkele festivals, waaronder Glastonbury, Lollapalooza en Rock in Rio, terwijl de volledig geproduceerde shows in het laatste kwartaal van het jaar begonnen. In 2012 trad de groep op in verschillende arena's. In België werden 18.000 kaartjes verkocht voor het concert in het Antwerps Sportpaleis. In Nederland trad de groep op voor een vol Malieveld in Den Haag. Volgens Pollstar heeft de officiële tour 192,5 miljoen dollar opgebracht bij verkoop van 2.272.742 tickets in 82 gerapporteerde data. In 2012 gaf de groep ook een concert op de Paralympische spelen in Londen. 

## Setlist
1. "Mylo Xyloto"
2. "Hurts Like Heaven"
3. "Yellow"
4. "In My Place"
5. "Major Minus"
6. "Lost!"
7. "The Scientist"
8. "Violet Hill"
9. "God Put a Smile upon Your Face"
10. "Paradise"

B-stage
1. "Up in Flames"
2. "'Til Kingdom Come"

Main set
1. "Politik"
2. "Viva la Vida"
3. "Charlie Brown"
4. "Life Is for Living"

Encore
1. "Clocks"
2. "Fix You"
3. "M.M.I.X."
4. "Every Teardrop Is a Waterfall"

| 31 mei 2011            | London          | Engeland            | London Forum                  |                             |
| 3 juni 2011            | Neurenberg      | Duitsland           | Zeppelinfeld                  |                             |
| 4 juni 2011            | Nürburg         | Duitsland           | Nürburgring                   |                             |
| 9 juni 2011            | Venetië         | Italy               | Parco San Giuliano            |                             |
| 11 juni 2011           | Landgraaf       | Nederland           | Pinkpop                       |                             |
| 25 juni 2011           | Pilton          | Verenigd Koninkrijk | Glastonbury Festival          |                             |
| 28 juni 2011           | Göteborg        | Zweden              | Slottsskogen                  |                             |
| 30 juni 2011           | Gdynia          | Polen               | Open'er Festival              |                             |
| 2 juli 2011            | Werchter        | België              | Rock Werchter                 |                             |
| 3 juli 2011            | Arras           | Frankrijk           | Main Square Festival          |                             |
| 6 juli 2011            | Oeiras          | Portugal            | Passeio Marítimo de Algés     |                             |
| 7 juli 2011            | Bilbao          | Spanje              | Kobetamendi                   |                             |
| 9 juli 2011            | Kinross         | Verenigd Koninkrijk | T in the Park                 |                             |
| 10 juli 2011           | Naas            | Ierland             | Punchestown Racecourse        |                             |
| 22 juli 2011           | Londen          | Verenigd Koninkrijk | iTunes Festival               |                             |
| Azië                   |                 |                     |                               |                             |
| 29 juli 2011           | Niigata         | Japan               | Naeba Ski Resort              |                             |
| Oceanië                |                 |                     |                               |                             |
| 31 juli 2011           | Woodford        | Australia           | Woodfordia                    |                             |
| Leg 2 — Noord-Amerika  |                 |                     |                               |                             |
| 3 augustus 2011        | Los Angeles     | Verenigde Staten    | Los Angeles Tennis Center     |                             |
| 5 augustus 2011        | Chicago         | Verenigde Staten    | Grant Park                    |                             |
| 15 september 2011      | Austin          | Verenigde Staten    | Moody Center                  |                             |
| 16 september 2011      | Austin          | Verenigde Staten    | Zilker Park                   |                             |
| 20 september 2011      | New York        | Verenigde Staten    | Ed Sullivan Theater           |                             |
| 21 september 2011      | Toronto         | Canada              | MuchMusic Studios             |                             |
| 24 september 2011      | Atlanta         | United States       | Piedmont Park                 |                             |
| Latijns Amerika        |                 |                     |                               |                             |
| 1 oktober 2011         | Rio de Janeiro  | Brazilië            | Rock in Rio                   |                             |
| Leg 3 — Afrika         |                 |                     |                               |                             |
| 5 oktober 2011         | Kaapstad        | Zuid-Afrika         | Cape Town Stadium             | The Parlotones              |
| 8 oktober 2011         | Johannesburg    | Zuid-Afrika         | FNB Stadium                   | The Parlotones              |
| Leg 4 — Europa         |                 |                     |                               |                             |
| 26 oktober 2011        | Madrid          | Spanje              | Las Ventas                    |                             |
| 27 oktober 2011        | Norwich         | Verenigd Koninkrijk | University of East Anglia     |                             |
| 31 oktober 2011        | Parijs          | Frankrijk           | La Cigale                     |                             |
| 2 november 2011        | Keulen          | Duitsland           | E-Werk                        |                             |
| 23 november 2011       | Oslo            | Noorwegen           | Sentrum Scene                 |                             |
| 3 december 2011        | Glasgow         | Verenigd Koninkrijk | SEC Centre                    | Emeli Sandé                 |
| 4 december 2011        | Manchester      | Verenigd Koninkrijk | Manchester Arena              | MARINA                      |
| 6 december 2011        | Londen          | Verenigd Koninkrijk | Camden Dingwalls              |                             |
| 9 december 2011        | Londen          | Verenigd Koninkrijk | The O2 Arena                  | MARINA                      |
| 10 december 2011       | Londen          | Verenigd Koninkrijk | The O2 Arena                  |                             |
| 14 december 2011       | Parijs          | Frankrijk           | Bercy Arena                   | Emeli Sandé                 |
| 15 december 2011       | Keulen          | Duitsland           | Lanxess Arena                 | Emeli Sandé                 |
| 17 december 2011       | Rotterdam       | Nederland           | Ahoy Rotterdam                | Emeli Sandé                 |
| 18 december 2011       | Antwerpen       | België              | Sportpaleis                   | Emeli Sandé                 |
| 20 december 2011       | Frankfurt       | Duitsland           | Festhalle                     | Emeli Sandé                 |
| 21 december 2011       | Berlijn         | Duitsland           | O2 World                      | Emeli Sandé                 |
| Azië                   |                 |                     |                               |                             |
| 31 december 2011       | Abu Dhabi       | VAE                 | Volvo Ocean Race              |                             |
| Leg 5 — Noord-Amerika  |                 |                     |                               |                             |
| 8 februari 2012        | Los Angeles     | Verenigde Staten    | Club Nokia                    |                             |
| 17 april 2012          | Edmonton        | Canada              | Rexall Place                  | Metronomy The Pierces       |
| 18 april 2012          | Calgary         | Canada              | Scotiabank Saddledome         | Metronomy The Pierces       |
| 20 april 2012          | Vancouver       | Canada              | Rogers Arena                  | Metronomy The Pierces       |
| 21 april 2012          | Vancouver       | Canada              | Rogers Arena                  | Metronomy The Pierces       |
| 24 april 2012          | Portland        | Verenigde Staten    | Rose Garden                   | Metronomy The Pierces       |
| 25 april 2012          | Seattle         | Verenigde Staten    | KeyArena                      | Metronomy The Pierces       |
| 27 april 2012          | San Jose        | Verenigde Staten    | HP Pavilion                   | Metronomy The Pierces       |
| 28 april 2012          | San Jose        | Verenigde Staten    | HP Pavilion                   | Metronomy The Pierces       |
| 1 mei 2012             | Los Angeles     | Verenigde Staten    | Hollywood Bowl                | Metronomy The Pierces       |
| 2 mei 2012             | Los Angeles     | Verenigde Staten    | Hollywood Bowl                | Metronomy The Pierces       |
| 4 mei 2012             | Los Angeles     | Verenigde Staten    | Hollywood Bowl                | Metronomy The Pierces       |
| Leg 6 — Europa         |                 |                     |                               |                             |
| 18 mei 2012            | Porto           | Portugal            | Dragão Stadium                | MARINA Rita Ora             |
| 20 mei 2012            | Madrid          | Spanje              | Vicente Calderón Stadium      | MARINA Rita Ora             |
| 22 mei 2012            | Nice            | Frankrijk           | Stade Charles-Ehrmann         | MARINA Rita Ora             |
| 24 May 2012            | Turijn          | Italië              | Stadio Olimpico Grande Torino | MARINA Rita Ora             |
| 26 mei 2012            | Zürich          | Zwitserland         | Letzigrund                    | MARINA Rita Ora             |
| 29 mei 2012            | Coventry        | Verenigd Koninkrijk | Ricoh Arena                   | Robyn Rita Ora              |
| 1 juni 2012            | Londen          | Verenigd Koninkrijk | Emirates Stadium              | MARINA Ash                  |
| 2 juni 2012            | Londen          | Verenigd Koninkrijk | Emirates Stadium              | Robyn Rita Ora              |
| 4 juni 2012            | Londen          | Verenigd Koninkrijk | Emirates Stadium              | Robyn Rita Ora              |
| 7 juni 2012            | Sunderland      | Verenigd Koninkrijk | Stadium of Light              | Robyn Rita Ora              |
| 9 juni 2012            | London          | Verenigd Koninkrijk | Wembley Stadium               |                             |
| 9 juni 2012            | Manchester      | Verenigd Koninkrijk | City of Manchester Stadium    | Robyn Rita Ora              |
| 10 juni 2012           | Manchester      | Verenigd Koninkrijk | City of Manchester Stadium    | Robyn Rita Ora              |
| Leg 7 — Noord-Amerika  |                 |                     |                               |                             |
| 22 juni 2012           | Dallas          | Verenigde Staten    | American Airlines Center      | Robyn Wolf Gang             |
| 23 juni 2012           | Dallas          | Verenigde Staten    | American Airlines Center      | Robyn Wolf Gang             |
| 25 juni 2012           | Houston         | Verenigde Staten    | Toyota Center                 | Robyn Wolf Gang             |
| 26 juni 2012           | Houston         | Verenigde Staten    | Toyota Center                 | Robyn Wolf Gang             |
| 28 juni 2012           | Tampa           | Verenigde Staten    | Tampa Bay Times Forum         | Robyn Wolf Gang             |
| 29 juni 2012           | Miami           | Verenigde Staten    | American Airlines Arena       | Robyn Wolf Gang             |
| 2 juli 2012            | Atlanta         | Verenigde Staten    | Philips Arena                 | Robyn Wolf Gang             |
| 3 juli 2012            | Charlotte       | Verenigde Staten    | Time Warner Cable Arena       | Robyn Wolf Gang             |
| 5 juli 2012            | Philadelphia    | Verenigde Staten    | Wells Fargo Center            | Robyn Wolf Gang             |
| 6 juli 2012            | Philadelphia    | Verenigde Staten    | Wells Fargo Center            | Robyn Wolf Gang             |
| 8 juli 2012            | Washington D.C. | Verenigde Staten    | Verizon Center                | Robyn Wolf Gang             |
| 9 juli 2012            | Washington D.C. | Verenigde Staten    | Verizon Center                | Robyn Wolf Gang             |
| 23 juli 2012           | Toronto         | Canada              | Air Canada Centre             | MARINA Emeli Sandé          |
| 24 juli 2012           | Toronto         | Canada              | Air Canada Centre             | MARINA Emeli Sandé          |
| 26 juli 2012           | Montreal        | Canada              | Bell Centre                   | MARINA Emeli Sandé          |
| 27 juli 2012           | Montreal        | Canada              | Bell Centre                   | MARINA Emeli Sandé          |
| 29 juli 2012           | Boston          | Verenigde Staten    | TD Garden                     | MARINA Emeli Sandé          |
| 30 juli 2012           | Boston          | Verenigde Staten    | TD Garden                     | MARINA Emeli Sandé          |
| 1 augustus 2012        | Auburn Hills    | Verenigde Staten    | The Palace of Auburn Hills    | MARINA Emeli Sandé          |
| 3 augustus 2012        | East Rutherford | Verenigde Staten    | Izod Center                   | MARINA Emeli Sandé          |
| 4 augustus 2012        | East Rutherford | Verenigde Staten    | Izod Center                   | MARINA Emeli Sandé          |
| 7 augustus 2012        | Chicago         | Verenigde Staten    | United Center                 | MARINA Charli XCX           |
| 8 augustus 2012        | Chicago         | Verenigde Staten    | United Center                 | MARINA Charli XCX           |
| 10 augustus 2012       | Saint Paul      | Verenigde Staten    | Xcel Energy Center            | MARINA Charli XCX           |
| 11 augustus 2012       | Saint Paul      | Verenigde Staten    | Xcel Energy Center            | MARINA Charli XCX           |
| Leg 8 — Europa         |                 |                     |                               |                             |
| 28 augustus 2012       | Kopenhagen      | Denemarken          | Parken Stadium                | MARINA Charli XCX           |
| 30 augustus 2012       | Stockholm       | Zweden              | Stockholm Olympic Stadium     | MARINA Charli XCX           |
| 2 september 2012       | Saint-Denis     | Frankrijk           | Stade de France               | MARINA Charli XCX           |
| 4 september 2012       | Keulen          | Duitsland           | RheinEnergieStadion           | MARINA Charli XCX           |
| 6 september 2012       | Den Haag        | Nederland           | Malieveld                     | MARINA Charli XCX           |
| 9 september 2012       | Londen          | Verenigd Koninkrijk | London Olympic Stadium        |                             |
| 12 september 2012      | München         | Duitsland           | Olympiastadion Munich         | MARINA Charli XCX           |
| 14 september 2012      | Leipzig         | Duitsland           | Red Bull Arena                | MARINA Charli XCX           |
| 16 september 2012      | Praag           | Tsjechië            | Eden Arena                    | MARINA Charli XCX           |
| 19 september 2012      | Warschau        | Polen               | Stadion Narodowy              | MARINA Charli XCX           |
| 21 september 2012      | Hannover        | Duitsland           | AWD-Arena                     | MARINA Charli XCX           |
| Leg 9 — Oceanië        |                 |                     |                               |                             |
| 10 november 2012       | Auckland        | Nieuw-Zeeland       | Mount Smart Stadium           | The Temper Trap The Pierces |
| 13 november 2012       | Melbourne       | Australië           | Etihad Stadium                | The Temper Trap The Pierces |
| 17 november 2012       | Sydney          | Australië           | Sydney Football Stadium       | The Temper Trap The Pierces |
| 18 november 2012       | Sydney          | Australië           | Sydney Football Stadium       | The Temper Trap The Pierces |
| 21 november 2012       | Brisbane        | Australië           | Suncorp Stadium               | The Temper Trap The Pierces |
| Leg 10 — Noord-Amerika |                 |                     |                               |                             |
| 29 december 2012       | Uncasville      | Verenigde Staten    | Mohegan Sun Arena             | Naturally 7                 |
| 30 december 2012       | Brooklyn        | Verenigde Staten    | Barclays Center               | Naturally 7                 |
| 31 december 2012       | Brooklyn        | Verenigde Staten    | Barclays Center               |                             |